# Koninkrijk Aragon
Het koninkrijk Aragon (Spaans: Reino de Aragón, Aragonees: Reino d'Aragón, Catalaans: Regne d'Aragó) was een middeleeuws koninkrijk in het oosten van Spanje.

## Geschiedenis
Het koninkrijk is rond 800 ontstaan als een Frankische mark, het graafschap Aragon in de omgeving van Jaca, de eerste hoofdstad, in de huidige Spaanse regio Aragón. Spoedig onttrok de graaf zich aan Frankische heerschappij maar werd daarna afhankelijk van het koninkrijk Navarra.
In 1035 werd het grote rijk van Sancho III van Navarra als aparte koninkrijken verdeeld onder zijn zonen. Zijn onwettige zoon Ramiro werd de eerste koning van Aragon. Gedurende de reconquista werd het koninkrijk uitgebreid in zuidelijke richting. Na in 1118 te zijn veroverd bij de Slag bij Zaragoza werd Zaragoza  de nieuwe hoofdstad.
In 1137 ontstond door het huwelijk van koningin Petronella van Aragon met graaf Ramon Berenguer IV van Barcelona (heerser van Catalonië) de Kroon van Aragón. In de daaropvolgende eeuwen wisten de koningen van de Kroon van Aragón door veroveringen een groot deel van oostelijk Iberië en het Middellandse Zeegebied onder hun heerschappij te brengen; zij verwierven Valencia, Catalonië, Corsica en Sicilië.
In 1469 huwde koning Ferdinand II met Isabella van Castilië. Uit de vereniging van de twee kronen ontstond Spanje. Gaandeweg raakten de kronen van Aragon en Castilië steeds meer met elkaar verweven en bleef het koninkrijk Aragon nog slechts in naam bestaan. Tijdens de Spaanse Successieoorlog (1707) werden titels, naamvoering en kroningen afgeschaft waardoor in feite het bestaan van het koninkrijk werd opgeheven.
Vele familiestukken, waaronder de serie wandtapijten 'De Eenhoorn' - La dame a la Licorne  (1484-1500), zijn tentoongesteld in het Musée national du Moyen Âge in Parijs.

## Trivia
- Een bekend lid van de dynastie van Aragon was de eerste vrouw van Hendrik VIII, Catharina van Aragon.